# Luis María Carena
Luis María Carena (Córdoba, 8 de abril de 1957 - Buenos Aires, 17 de julio de 2024), fue un militar argentino perteneciente al ejército de su país que fungió como jefe del Estado Mayor Conjunto de las Fuerzas Armadas entre 2013 y 2016.

## Carrera
Ingresó al Colegio Militar de la Nación el 27 de febrero de 1974 y egresó como subteniente del arma de caballería entre los últimos puestos de orden de mérito -127 sobre 133 cadetes- el 16 de diciembre de 1977.
Revistó en el destacamento de Caballería de Esquel como primer destino. Su carrera prosiguió con destinos en la Patagonia hasta que en diciembre de 1983 se alistó para realizar el curso de Inteligencia.
Tras ascender a teniente primero, se le aplicó un arresto por cinco días al hallárselo culpable de «solicitar que se deje sin efecto su separación del curso Técnico de Inteligencia, empleando para ello canales no reglamentarios y alegando razones ajenas al servicio», señala su legajo, como presunta referencia a apoyos de otros superiores o políticos para que no se lo expulse. A ello, fue sumado en su legajo que Carena ha formulado «solicitudes anteriores efectuadas por el causante revela falta de seriedad en sus procederes y auténtica vocación para la especialidad de que se trata».
En 1987, siendo capitán, realizó exitosamente el curso de Comando y Estado Mayor y revistó en oficinas de Inteligencia de unidades del Ejército en Campo de Mayo y en las provincias de Salta y La Rioja. En 1992 se desempeñó como observador de la ONU de la tregua en Palestina y se lo galardonó con una medalla de ese organismo internacional.
Su carrera continuó en diversas unidades de inteligencia hasta ser designado en enero de 2011, como director de Remonta y Veterinaria del Ejército. En diciembre del año anterior había accedido al grado de general de brigada.

#### Jefe del Estado Mayor Conjunto
El 26 de junio de 2013, la presidenta Cristina Fernández de Kirchner nombró al general de brigada Carena como jefe del Estado Mayor Conjunto de las Fuerzas Armadas, reemplazando al brigadier general Jorge Alberto Chevalier. Carena tomó posesión en el cargo en una ceremonia celebrada en el Colegio Militar de la Nación. El primer acto conjunto de cambio de titulares estuvo presidida por la presidenta Fernández y el ministro de Defensa Agustín Rossi.
En diciembre de 2013, obtuvo la promoción a general de división.
El 21 de julio de 2014 fue ascendido a teniente general tras publicarse el decreto 1120/2014 en el Boletín Oficial de la República Argentina que reglamentó su promoción con fecha al 26 de junio de 2013.
El 15 de enero de 2016, el presidente Mauricio Macri cesó en sus funciones al teniente general Carena y designó al general de brigada Bari del Valle Sosa en la titularidad del Estado Mayor Conjunto de las Fuerzas Armadas (EMCFFAA).

## Deceso
Luis María Carena falleció el miércoles 17 de julio de 2024. Los restos mortales del difunto oficial de caballería fueron velados en una misa de cuerpo presente en el Regimiento de Granaderos a Caballos acompañado por camaradas de la Promoción 108 del Colegio Militar de la Nación
| Predecesor: Jorge Alberto Chevalier | Jefe del Estado Mayor Conjunto de las Fuerzas Armadas 26 de junio de 2013-26 de enero de 2016 | Sucesor: Bari del Valle Sosa |